# Assimil
Vous pouvez aider à l'améliorer ou bien discuter des problèmes sur sa page de discussion.
- Il ne cite pas suffisamment ses sources. Vous pouvez indiquer les passages à sourcer avec {{référence nécessaire}} ou {{Référence souhaitée}}, et inclure les références utiles en les liant aux notes de bas de page. (Marqué depuis avril 2024)
- Certaines informations devraient être mieux reliées aux sources mentionnées dans la bibliographie ou les liens externes. Améliorez sa vérifiabilité en les associant par des références. (Marqué depuis avril 2024)

- Archive Wikiwix
- Bing
- Cairn
- DuckDuckGo
- E. Universalis
- Gallica
- Google
- G. Books
- G. News
- G. Scholar
- Persée
- Qwant
- (zh) Baidu
- (ru) Yandex
- (wd) trouver des œuvres sur Wikidata

Assimil est une maison d'édition française d'enseignement des langues, fondée en 1929 par Alphonse Chérel.
La publication, la même année, de L'Anglais sans peine connaît immédiatement un considérable succès, en même temps qu'elle pose les fondements de la « méthode Assimil ».

## La méthode «sans peine»
Déclinée dans plusieurs dizaines de langues étrangères, la méthode Assimil est destinée à l'auto-apprentissage des langues, selon le principe de l'assimilation intuitive. Elle repose sur l'écoute, la lecture et la répétition quotidienne de phrases simples, excluant la nécessité d'apprendre par cœur (« sans peine »).

## Dans la culture populaire
La méthode Assimil, rendue connue par la première phrase de L'Anglais sans peine (« My tailor is rich »), a été parodiée à de nombreuses reprises, notamment :
- la pièce de théâtre : la Cantatrice chauve (1950) ;
- le film : le Gendarme à New York (1965) ;
- la bande dessinée : Astérix chez les Bretons (1966) ;
- un sketch de Gad Elmaleh : Where is Brian? (2005).
- un sketch de François Pérusse : les contrôleurs aériens.